# Argemone ochroleuca
Argemone ochroleuca är en vallmoväxtart som beskrevs av Robert Sweet. Argemone ochroleuca ingår i släktet taggvallmor, och familjen vallmoväxter.

## Underarter
Arten delas in i följande underarter:
- A. o. ochroleuca
- A. o. stenopetala

## Bildgalleri

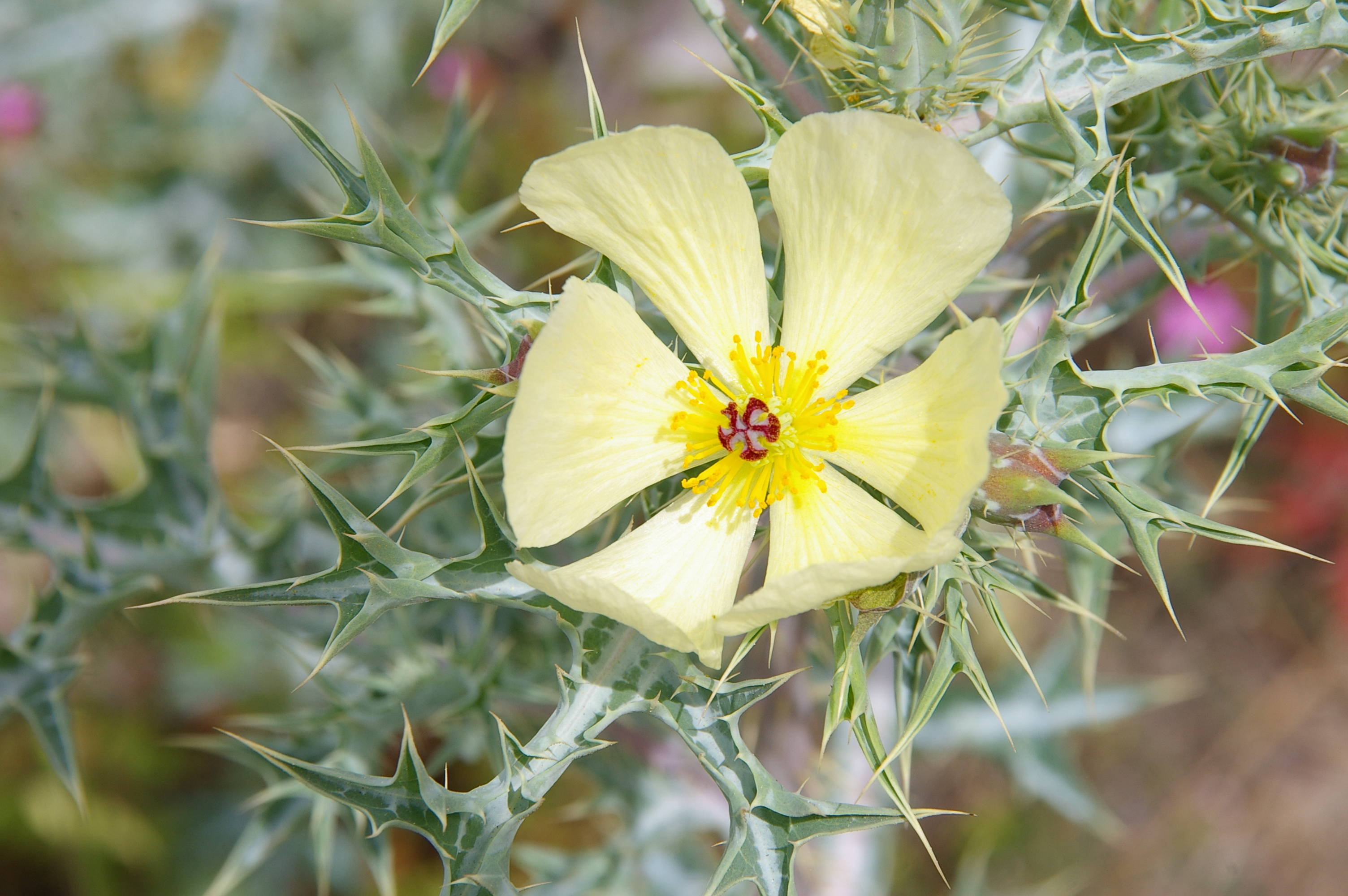
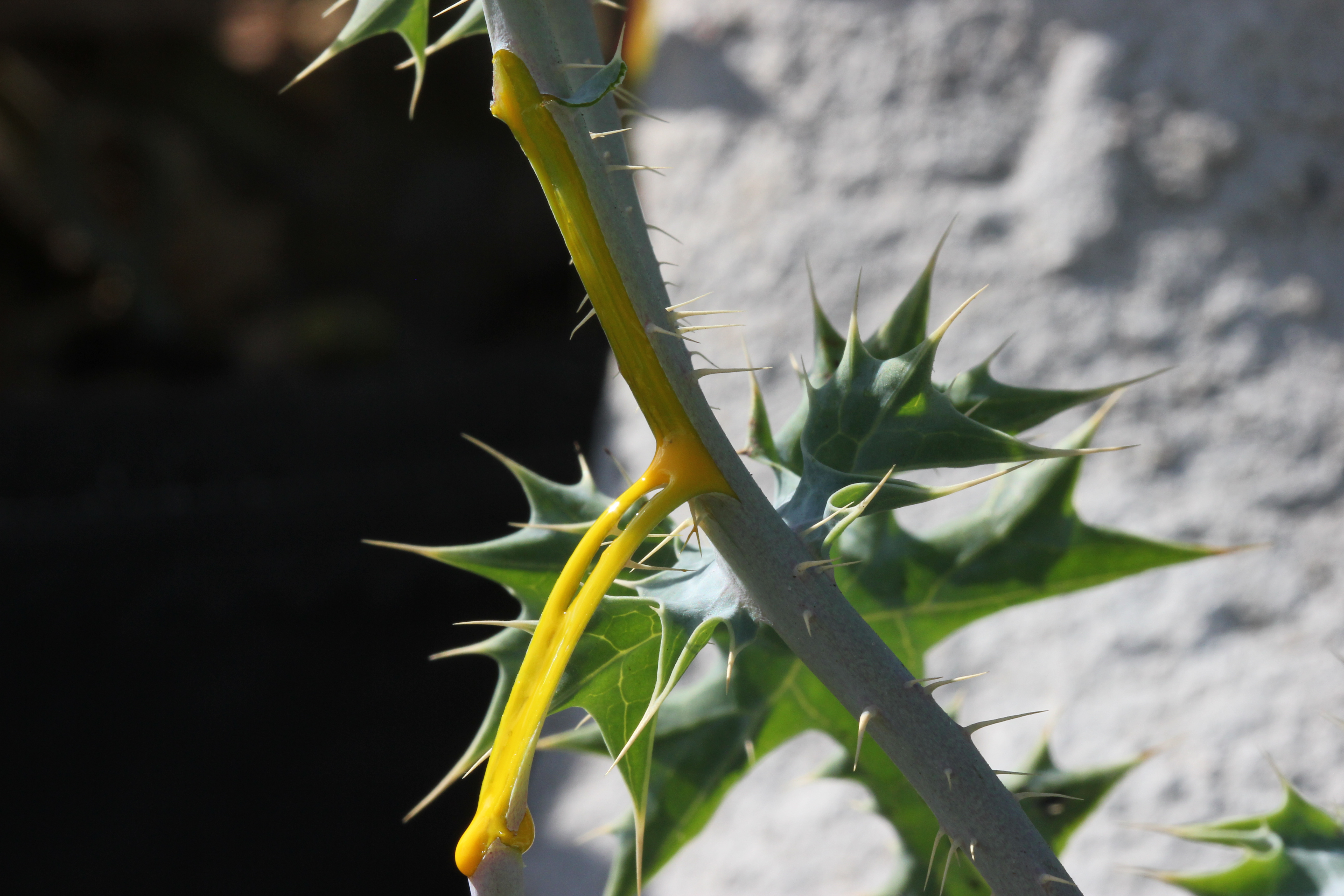
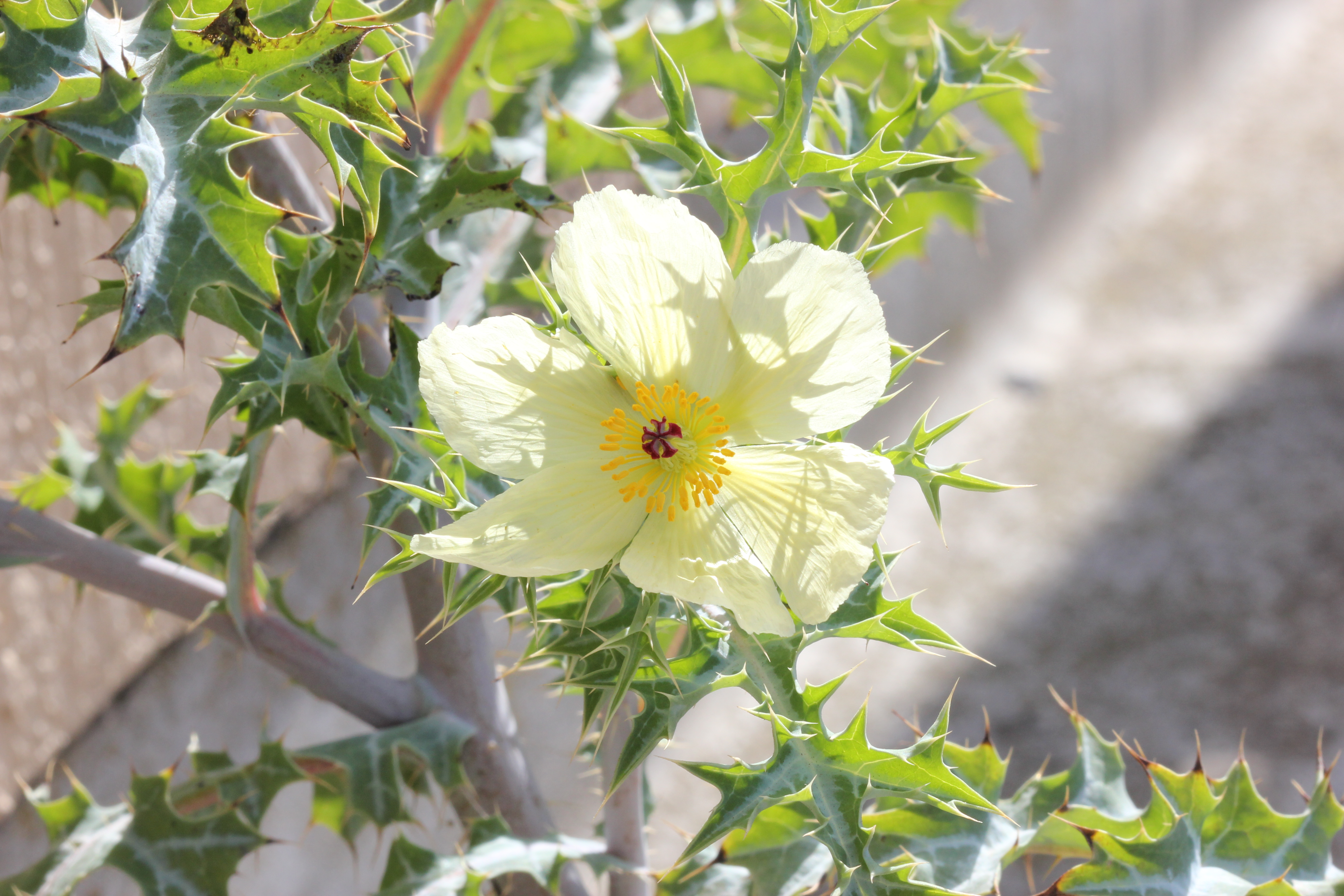
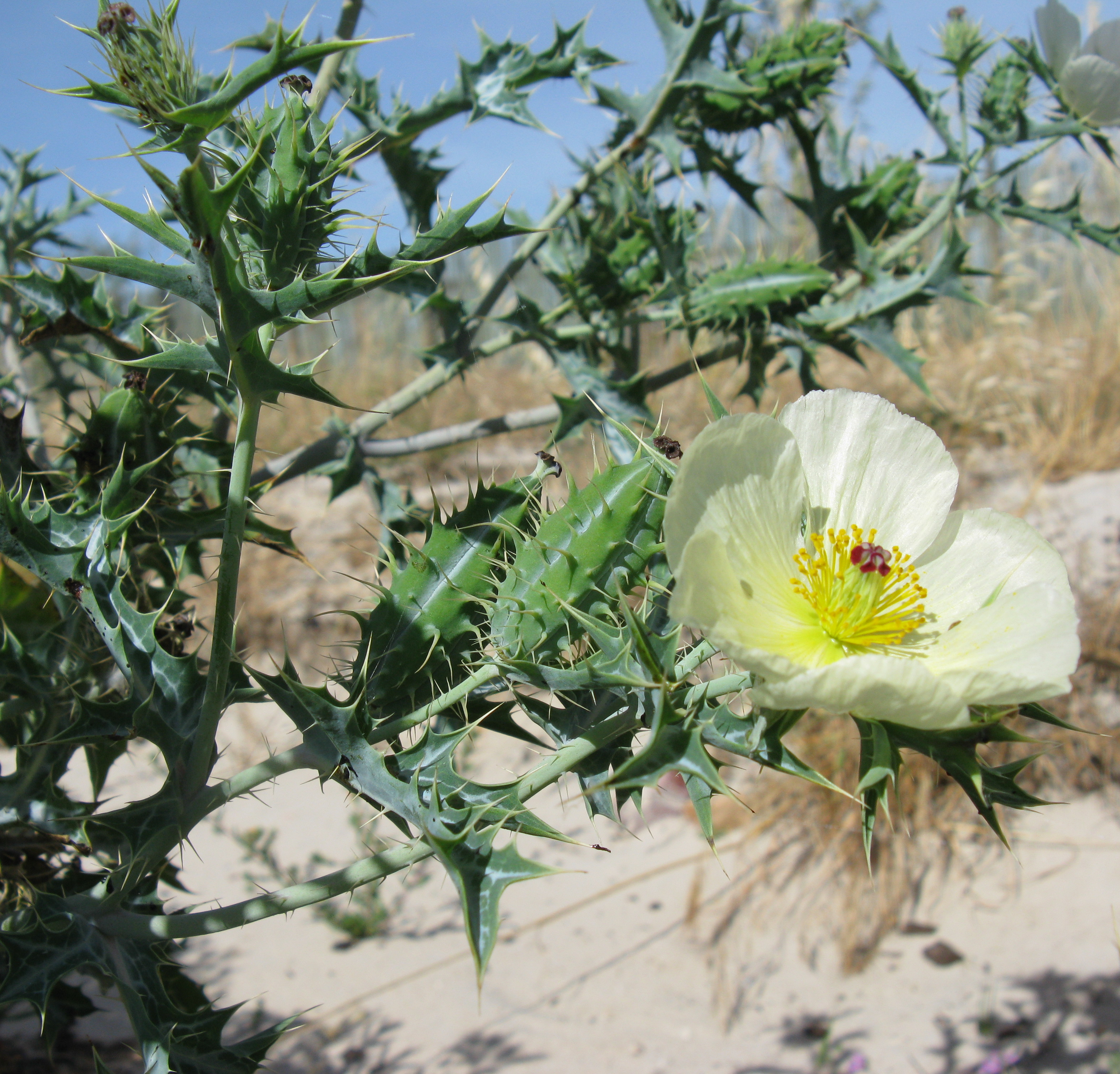